# 張帆
張 帆（ちょう はん、1967年3月 - ）は、中華人民共和国の歴史学者。北京大学教授。国立清華大学客員教授。中国古代政治制度史、中国古代法制史、中国古代史学史を専攻。

## 人物
1986年、北京大学卒業。1989年、北京大学大学院修士課程修了。1992年、北京大学大学院博士課程修了。1992年、北京大学講師。1995年、北京大学副教授。2007年、北京大学教授。北京大学歴史学系副主任（2002年 - 2006年）、北京大学歴史学系中国古代史教研室主任（2008年 - 2015年）、北京大学歴史学系主任（2015年 - 2019年）。
日中歴史共同研究中国側委員として古代・中近世史分科に参加し、「日中古代政治社会構造の比較研究」を発表している。